# Zaumnaya gníga
Zaumnaya gníga és una obra Olga Rózanova de 1916. L'obra es compon dels poemes en llenguatge transracional de Alekséi Kruchiónyj i Aligrov (Roman Jakobson) i dels tres collages i nou linograbats de diferents colors d'Olga Rózanova. L'autoria múltiple exemplifica la concepció artística d'unitat i cooperació que es vivia a Russia en aquell moment. Els tres collages dels quals un està col·locat a la portada formant una figura recortada roja amb forma de cor, i dos apareixen a les pàgines interiors. A més, els linograbats fan referència a una baralla de cartes, convinant efectes cubofuturistes com línies quebrantades, amb records de lubok (estampa popular rusa).
Olga Rózanova va crear aquesta obra per trencar amb la convenció que les imatges havien d'acompanyar als poemes o textos, a més de l'adequació d'un text al seu espai. Per això totes les paraules dels poemes d'aquesta obra artística varen ser estampats amb segells de goma, no compostos mitjançant mètodes artificials de producció d'impremta.